# هاتاناکا کنجی
هاتاناکا کنجی (به ژاپنی: 畑中 健二, Hatanaka Kenji)؛ ۲۸ مارس ۱۹۱۲ – ۱۵ اوت ۱۹۴۵) فرد نظامی یکی از رهبران حادثه کیوجو در کاخ امپراتوری توکیو اهل ژاپن بود.